# رضا بن عمار
رضا بن عمار (عربی: رضا بن عمار؛ ۲۳ مارس ۱۹۲۶ – ۱۸ فوریه ۱۹۷۹) در شهر تونس پایتخت کشور تونس در منطقه مرسی در تاریخ ۲۳ مارس ۱۹۲۶ متولد شد. قبل از فعال شدن در سیاست کشاورز بود. در طول جنگ جهانی دوم، او در اردوگاهی تحت نظارت حزب مشروطه آزاد آموزش دید. او یکی از بنیانگذاران ارتش آزادیبخش تونس بود و از ۱۹۵۲ تا ۱۹۵۶ مقاومت مسلحانه در شهر تونس را رهبری کرد.

## دستگیری و محاکمه
او توسط ارتش فرانسه در سال ۱۹۵۳ دستگیر شد و موفق به فرار از زندان «پاردو» شد و به طرابلس پناهنده شد و از آنجا به همراه ۶۰ تن از ملی‌گرای‌های تونس به مصر رفت تا در قاهره آموزش نظامی ببیند.
رضا بن عمار اولین کسی بود که به مخالفت با قرارداد و توافق ۳ ژوئن بین تونس و فرانسه برخاست، این در حالی بود که وی در این زمان مسئولیت نظارت بر مجموعه‌ای از رزمندگان مقاومت را برای مشخص کردن زمینه فعالیت در شهرهای مختلف تونس را بر عهده داشت. او توسط ارتش تونس و گارد ملی در شهر مجاز الباب در ۲۱ مه ۱۹۵۶ دستگیر شد. او توسط دیوان عالی کشور در سال ۱۹۵۷ محاکمه شد، که تحت عنوان و موضوع «توطئه یوسفیه» شناخته می‌شود و معروف می‌باشد، وی در این محاکمه محکوم به بیست (۲۰) سال کار اجباری گردید.

## آزادی
رضا بن عمار در سال ۱۹۶۵ با وجود رد کامل درخواست عفو ریاست جمهوری و با اینکه حبیب بورقیبه به او پیشنهاد ورود به کابینه برای منصب وزیر دفاع به عنوان کسی که تجربه گسترده در زمینه‌های نظامی دارد را عرضه کرد و هرچند او با تواضع و فروتنی این درخواست و پیشنهاد را رد کرد، از زندان آزاد شد.
رضا بن عمار فعال همچنان یک فعال در زمینه حقوق بشر بعنوان رئیس افتخاری لیگ حقوق بشر تونس باقی ماند، پلیس سیاسی تونس نتوانست فشار و مانعی برای او بخاطر احترامی که دولت حبیب بورقیبه برای وی قائل بود ایجاد نماید.

## درگذشت
رضا بن عمار در ۱۸ فوریه سال ۱۹۷۹ بعد از یک بیماری سخت و جانکاه و مزمن در حین عمل جراحی در بیمارستان الرابطه در پایتخت تونس درگذشت.